# Moritz von Treuenfels

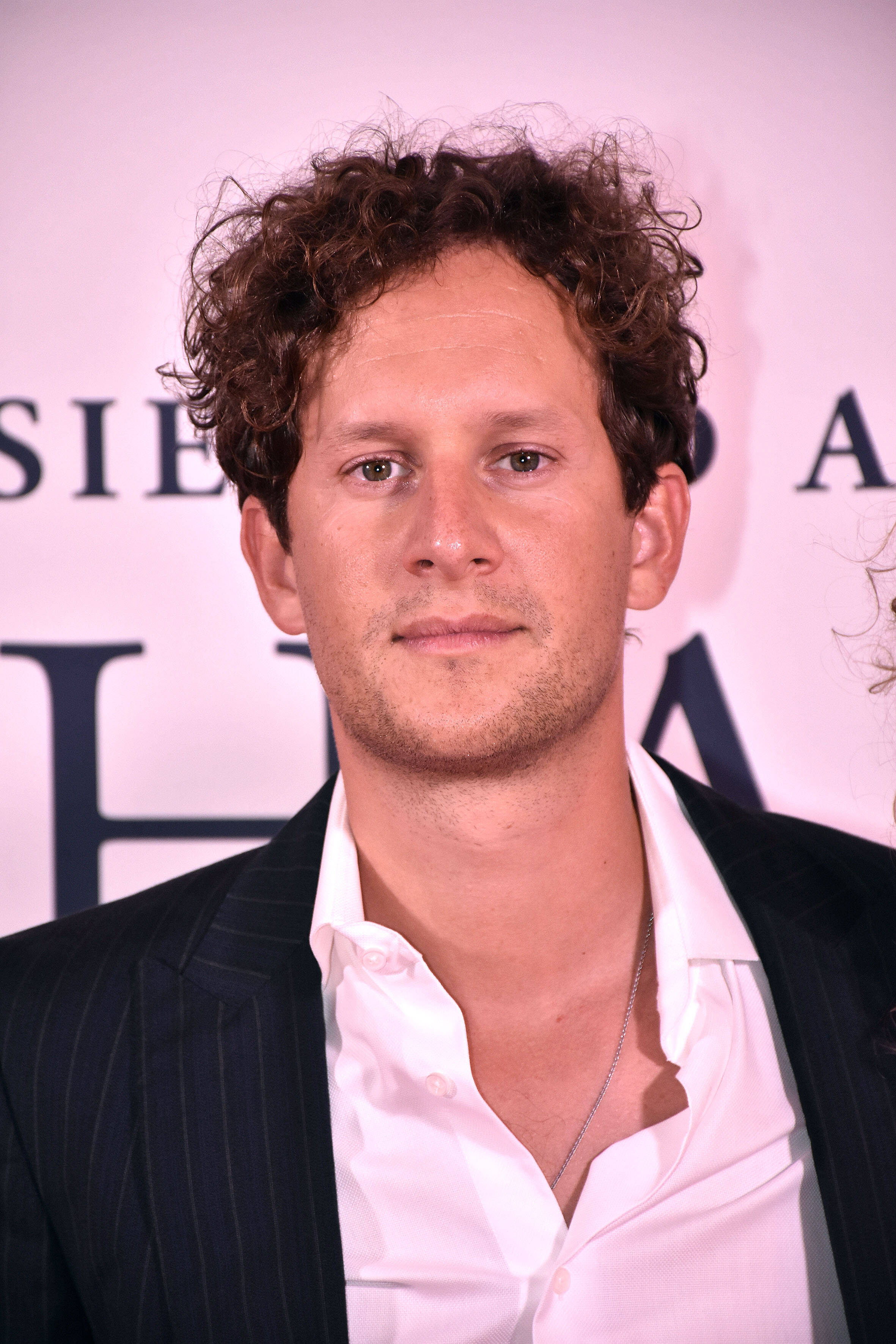
Moritz Treuenfels (2021)

Moritz Treuenfels (* 19. Dezember 1988 in Eutin) ist ein deutscher Film- und Theaterschauspieler.

## Leben
Moritz Treuenfels wurde als drittes von fünf Kindern in Eutin geboren und besuchte eine Waldorfschule. Seit seinem siebten Lebensjahr spielt Treuenfels Violoncello und Klavier. Er erhielt einige Preise, u. a. bei Jugend musiziert. Nach dem Abitur machte er seine Schauspielausbildung von 2010 bis 2014 an der renommierten Otto-Falckenberg-Schule in München.
Während seiner Schauspielausbildung spielte er bereits in Produktionen an den Münchner Kammerspielen. Sein erstes festes Theaterengagement begann er 2015 am Düsseldorfer Schauspielhaus. Er wurde dort mit dem Publikumspreis „Gustaf“ als bester Schauspieler ausgezeichnet. Am Hans Otto Theater in Potsdam spielte und sang er Rio Reiser in Rio Reiser. König von Deutschland. Für seine Darstellung als Rio Reiser wurde er landesweit gelobt. In der Spielzeit 2019/20 war er Ensemblemitglied im Theater Basel. Dort spielte er Hans Christian Andersen in Andersens Erzählungen unter der Regie von Philipp Stölzl. Die Schauspieloper wurde vom Publikum und von Kritikern gleichermaßen gefeiert. So bezeichnete beispielsweise die NZZ das spartenübergreifende Projekt als „theaterhistorisches Ereignis“. In der jährlichen Kritikerumfrage von Theater Heute wurde Treuenfels 2020 als bester Nachwuchs-Schauspieler und 2024 als bester Schauspieler des Jahres nominiert.
Seit der Spielzeit 2020/21 ist er festes Ensemblemitglied am Residenztheater in München.
In dem Kinofilm „Axiom“ von Jöns Jönsson verkörperte Moritz Treuenfels die Hauptrolle Julius, ein notorischer Lügner, der sich auf der Suche nach der eigenen Identität immer mehr im Netz gesellschaftlicher und sozialer Normen verliert. Der Film feierte auf der Berlinale 2022 Weltpremiere in der Sektion Encounters und wurde international sehr positiv von der Presse aufgenommen.
Moritz Treuenfels galt 2022 als „Entdeckung der Berlinale“ und wurde mit dem Preis der Deutschen Filmkritik als bester Darsteller ausgezeichnet. Außerdem erhielt er für seine Darstellung den Hong Kong Young Cinema Award als „Best Actor“. „Axiom“ wurde in die Vorauswahl für den Deutschen Filmpreis aufgenommen und erhielt eine Nominierung. Ab 2023 spielte Moritz Treuenfels die Hauptfigur Fabian Anders in der ZDF-Filmreihe „Familie Anders“.
2024 wurde Moritz Treuenfels für seine „vorbildliche Schauspielerpersönlichkeit und herausragenden schauspielerischen Leistungen“ mit dem Kurt-Meisel-Preis ausgezeichnet.
Er ist seit 2025 Mitglied der European Filmacademy.

## Filmografie (Auswahl)
- 2012: Bumpy Night
- 2014: Für eine Nacht … und immer?[20]
- 2014: Schluss! Aus! Amen![21]
- 2014: Wir waren sehr glücklich
- 2014: Mia
- 2014: Beobachtungen eines Blinden (Kurzfilm)
- 2014: Twinfruit – Die Dose muss menschlich werden
- 2016: Laim und die Zeichen des Todes (Fernsehserie)
- 2017: Heinrich Böll – Ansichten eines Anarchisten (Dokumentarfilm)[22]
- 2019: Rate Your Date (Kinofilm)[23]
- 2019: In aller Freundschaft (Fernsehserie)
- 2019: Tatort: One Way Ticket
- 2021: Schachnovelle (Kinofilm)
- 2022: Axiom (Kinofilm)
- 2023: Familie Anders: Willkommen im Nest (Fernsehreihe)
- 2023: Familie Anders: Zwei sind einer zu viel (Fernsehreihe)
- 2023: Polizeiruf 110: Little Boxes
- 2024: Der Alte: Crash
- 2024: Familie Anders: Die rosarote Brille
- 2024: Familie Anders: Mann Nummer 1
- 2025: Was Marielle weiß (Kinofilm)

## Theater (Auswahl)

### Münchner Kammerspiele
- 2011: E La Nave Va. Inszenierung: Johan Simons
- 2011: Holt mich hier raus (ich bin hier vor der Wand), Inszenierung:Schorsch Kamerun
- 2011: Nachschlag. Inszenierung: Nico Hümpel
- 2012: Das Mädchen aus dem goldenen Westen, Inszenierung: Christoph Homberger
- 2013: Das war auf einer Lichtung, da sie zum ersten Mal Geld dafür nahm, Münchner Kammerspiele, Inszenierung: Malte Jelden
- 2013: Reines Land/Verlust, Münchner Kammerspiele, Inszenierung: Malte Jelden

### Kulturwald-Festival Bayerischer Wald
- 2012: Jedermann. Inszenierung: Georg Blüml

### Vorarlberger Landestheater Bregenz
- 2014: Emilia Galotti, Inszenierung: Sigrid Herzog

### Theater Augsburg
- 2014: Hamlet, Inszenierung: Markus Trabusch

### Düsseldorfer Schauspielhaus
- 2015: La Chemise Lacoste. Inszenierung: Alia Luque
- 2015: Sturm. Inszenierung: Volker Hesse
- 2016: Die Kleinbürgerhochzeit. Inszenierung: Hans-Ulrich Becker
- 2016: Die Nibelungen, Inszenierung: Kurt Josef Schildknecht
- 2016: Terror, Inszenierung: Kurt Josef Schildknecht

### Hans Otto Theater Potsdam
- 2016: Geächtet. Inszenierung: Elias Perrig[24]
- 2017: Nathan der Weise. Inszenierung:Tobias Wellemeyer
- 2017: Dogville. Inszenierung: Christoph Mehler
- 2017: Prinz Friedrich von Homburg, Inszenierung: Alexander Charim
- 2017: Rio Reiser. König von Deutschland. Inszenierung: Frank Leo Schröder
- 2018: Verbrechen und Strafe. Inszenierung: Alexander Nerlich

### Theater Basel
- 2016: Drei Schwestern (als Alexander). Nach Anton Pawlowitsch Tschechow. Inszenierung: Simon Stone
- 2019: In den Gärten oder Lysistrata Teil 2 (Männliche Rollen). Von Sibylle Berg nach Aristophanes. Inszenierung: Miloš Lolić[25]
- 2019: Andersens Erzählungen (als Hans Christian Andersen, Dichter). Nach Hans Christian Andersen. Inszenierung: Jherek Bischoff, Jan Dvořák und Philipp Stölzl[26]
- 2020: Graf Öderland (als Ein Wärter, ein Concierge, der Kommissar, ein Student). Nach Max Frisch. Inszenierung: Stefan Bachmann[27]

### Residenztheater München
- 2019: Drei Schwestern (als Alexander). Nach Anton Pawlowitsch Tschechow. Inszenierung: Simon Stone (Übernahme der Uraufführungsinszenierung vom Theater Basel)[28][29][30][31]
- 2020: Resi streamt – Marienplatz. Von Beniamin M. Bukowski. Inszenierung: András Dömötör
- 2021: Graf Öderland (als Ein Wärter, ein Concierge, der Kommissar, ein Student). Nach Max Frisch. Inszenierung: Stefan Bachmann (Übernahme der Inszenierung vom Theater Basel)[32]
- 2021: Herz aus Glas. Nach Herbert Achternbusch. Inszenierung: Elsa-Sophie Jach
- 2022: Das Vermächtnis – The Inheritance (als Junger Mann / Toby Darling). Von Matthew Lopez, frei nach dem Roman «Howards End» von E.M. Forster. Inszenierung: Philipp Stölzl
- 2022: Das Käthchen von Heilbronn (als Friedrich Wetter, Graf vom Strahl / Ernst von Pfuel). Nach Heinrich von Kleist. Inszenierung: Elsa-Sophie Jach[33]
- 2023: Erfolg (als Erich Bornhaak). Nach Lion Feuchtwanger – bearbeitet von Barbara Sommer und Stefan Bachmann. Inszenierung: Stefan Bachmann[34][35][36]
- 2023: Agamemnon (als Menelaos / Chor). Von Aischylos. Inszenierung: Ulrich Rasche (In Kooperation mit dem Athens Epidaurus Festival)[37]
- 2023: Andersens Erzählungen (als Hans Christian Andersen, Dichter). Nach Hans Christian Andersen. Inszenierung: Jherek Bischoff, Jan Dvořák und Philipp Stölzl[38]
- 2024: Maria Stuart (als Robert Dudley, Graf von Leicester). Von Friedrich Schiller. Inszenierung: Nora Schlocker, Alexander Eisenach[39]
- 2024: Die Ärztin (als Roger Hardiman). Von Robert Icke nach «Professor Bernhardi» von Arthur Schnitzler. Inszenierung: Miloš Lolić[40][41][42][43][44]
- 2025: Daddy (als Tommy & Julien). Von Marion Siéfert und Matthieu Bareyre. Inszenierung: Daniela Kranz
- 2025. Der zerbrochne Krug (als Licht, Schreiber). Von Heinrich von Kleist. Inszenierung: Mateja Koležnik[45]

### Bregenzer Festspiele
- 2024/2025: Der Freischütz (als Samiel). Oper von  Carl Maria von Weber. Inszenierung: Philipp Stölzl

## Preise und Auszeichnungen
- 11. Juni 2016 Publikumspreis „Gustaf“ verliehen am Düsseldorfer Schauspielhaus in Kooperation mit der Rheinischen Post[46]
- 2020 Nominierung bester Nachwuchs-Schauspieler (Theater Heute)
- 2021: Einladung zum Berliner Theatertreffen mit Graf Öderland (Theater Basel / Residenztheater München)
- 2022: Nominierung für den Förderpreis beim Kurt-Meisel-Preis der Freunde des Residenztheaters e. V.
- 2022 Hong Kong Young Cinema Award as Best Actor for „Axiom“[47][48]
- 2022 Preis der Deutschen Filmkritik als Bester Schauspieler für „Axiom“[49][50]
- 2024 Kurt-Meisel-Preis[51]
- 2024 Nominierung bester Schauspieler (Theater Heute)[52]